# Schaafbachtal mit Seitentälern und Stromberg
Koordinaten: 50° 23′ 33″ N, 6° 38′ 21″ O

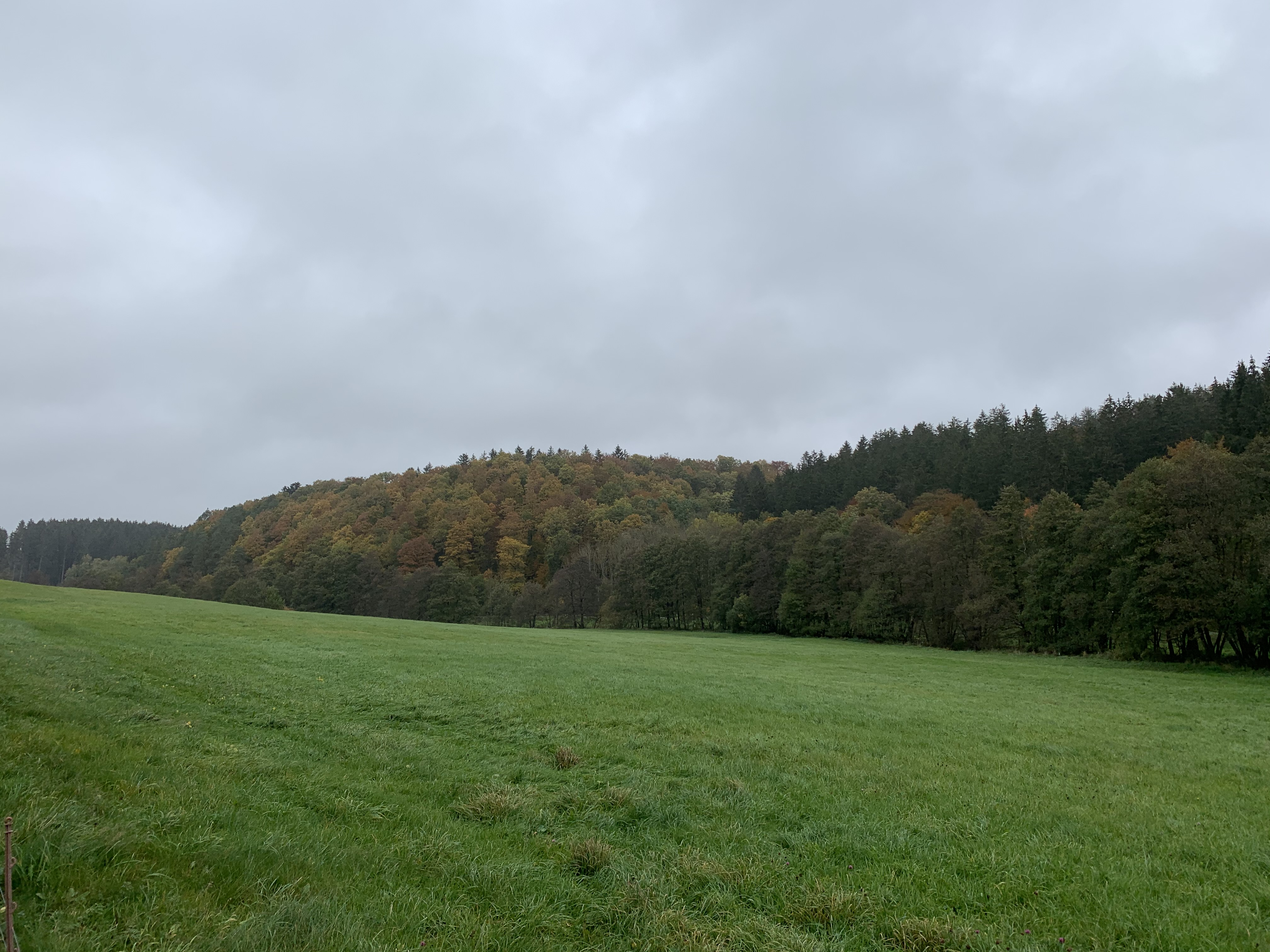
Schaafbachtal

Das Naturschutzgebiet Schaafbachtal mit Seitentälern und Stromberg liegt auf dem Gebiet der Gemeinde Blankenheim (Ahr) im Kreis Euskirchen in Nordrhein-Westfalen.
Das aus elf Teilflächen bestehende Gebiet erstreckt sich südlich des Kernortes Blankenheim und des Blankenheimer Stadtteils Nonnenbach. Unweit östlich liegen die Blankenheimer Stadtteile Hüngersdorf und Ripsdorf. Am östlichen Rand verläuft die B 258 und fließt die Ahr.

## Bedeutung
Für Blankenheim ist seit 2003 ein 464,64 ha großes Gebiet unter der Kenn-Nummer EU-058 als Naturschutzgebiet ausgewiesen. Die Unterschutzstellung erfolgt insbesondere wegen der Bedeutung eines großen Teils des Gebietes für die Errichtung eines zusammenhängenden ökologischen Netzes besonderer Schutzgebiete in Europa.